# Chloronana extenda
Chloronana extenda är en insektsart som beskrevs av Delong 1980. Chloronana extenda ingår i släktet Chloronana och familjen dvärgstritar. Inga underarter finns listade i Catalogue of Life.